# 조이임팩트
조이임팩트(Joyimpact)는 2013년 8월 23일 설립된 대한민국의 게임 개발사이다. 대표이사는 유태선이다.
온라인 및 모바일 게임을 개발 및 서비스 하고있다.